# Жиліна Олена Юхимівна
Олена Юхимівна Жиліна (1890–1963) — радянська російська актриса театру. Народна артистка СРСР (1957).

## Життєпис
Олена Жиліна народилася 27 квітня (9 травня) 1890 року в Казані. Виступала на аматорській сцені в Народному домі в Самарі. У 1920–1922 роках навчалася в театральній студії при Наркомпросі в Казані (серед вчителів — Володимир Зотов, Зінаїда Слов'янова).
З 1921 року — актриса Казанського Великого драматичного театру (нині Казанський державний академічний російський Великий драматичний театр імені В. І. Качалова). У 1936–1942 роках — актриса Архангельського Великого драматичного театру (нині Архангельський театр драми імені М. В. Ломоносова). З 1942 року — знову грала в Казанському Великому драматичному театрі. Актрисі добре вдавалися як комедійні ролі, і глибоко драматичні.
Померла 29 січня 1963 року на 73-му році життя у Вінниці.

## Звання та нагороди
- Народна артистка Татарської АРСР (1944)
- Заслужена артистка РРФСР (1950)
- Народна артистка РРФСР (1954)
- Народна артистка СРСР (1957)
- Орден Трудового Червоного Прапора
- Медаль

## Творчість

### Ролі
- 1921 — «Іванов» А. П. Чехова — Саша
- «Чужа дитина» В. В. Шкваркіна — Караулова
- «День чудових обманів» Р. Брінслі Шерідана — Дуенья
- «Правда — добре, а щастя краще» Олександра Островского — Феліцата
- «Таланти і шанувальники» Олександра Островского — Домна Пантеліївна
- «Мертві душі» Миколи Гоголя — Коробочка
- «Ревізор» Миколи Гоголя — Анна Андріївна
- «Російські люди» Костянтина Симонова — Марія Миколаївна
- «Вторгнення» Леоніда Леонова — Ганна Миколаївна Таланова
- «Вороги» Максима Горького — Поліна Бардіна
- «Старий» Максима Горького — Захарівна
- «Лейпциг 1933» Л. В. Компанєйца и Л. И. Кронфельда — Параскева Димитріва
- «Мати своїх дітей» Олександра Афіногенова — Лагутіна